# Jupp Derwall
Josef "Jupp" Derwall (født 10. marts 1927, død 26. juni 2007) var en tysk fodboldspiller og træner, der både spillede for og trænede det vesttyske landshold.

## Aktive karriere
Derwall spillede som aktiv primært for Alemannia Aachen og Fortuna Düsseldorf. Hans position på banen var som angriber. Han spillede også to kampe for Vesttysklands landshold i 1954, men var ikke en del af truppen der vandt VM i 1954

## Trænerkarriere
Efter at have stoppet sin aktive karriere gjorde Derwall karriere som træner. Han er bedst kendt for at stå i spidsen for det tyske landshold mellem 1978 og 1984, hvor han førte holdet til guld ved EM i 1980, og til sølv ved VM i 1982. Han havde, inden han overtog cheftrænerrollen, også været assistenttræner for holdet under den foregående træner Helmut Schön. Han havde også klubtrænerhverv i flere klubber, blandt andet Fortuna Düsseldorf og Galatasaray SK i Tyrkiet.